# 카르멜산소경두더지쥐
카르멜산소경두더지쥐(Spalax carmeli)는 소경쥐과에 속하는 설치류의 일종이다. 이스라엘 북부의 토착종이다. 2001년에 처음 기술되었고, 네보(Nevo) 등이 아픽과 카브리 그리고 짓포리(세포리스) 정착촌 인근 지역에서 표본을 발견했다.